# Коран Усмана
Кора́н Усма́на — кодекс Корана, кодифицированный во времена халифа Усмана ибн Аффана и размноженный в разные провинции Халифата.

## История
Во время одного из завоевательных походов за пределами Аравийского полуострова сирийскими и иракскими солдатами армии Арабского халифата случился спор относительно правильности чтения Корана. Встревожившись этими спорами военачальник Хузайфа прибыл к халифу Усману и попросил исправить эту ситуацию и не допустить разобщения мусульман из-за священного писания. В ответ Усман ибн Аффан организовал работу по кодификации Корана, которая должна была положить конец разногласиям между чтецами Корана. Халиф попросил у Хафсы бинт Умар свиток, собранный при халифе Абу Бакре ас-Сиддике. Работа по кодификации была поручена Зейду ибн Сабиту, который был секретарём пророка Мухаммада, и трём курайшитам. При наличии разночтений Усман предложил использовать тот вариант чтения, который был написан на курайшитском диалекте арабского языка.
Копии Корана Усмана были отправлены в Басру, Куфу, Дамаск и Мекку (Якуби добавляет Египет, Бахрейн, Йемен и Джазиру). Все остальные варианты было приказано уничтожить, что встретило сопротивление со стороны многих чтецов и отказ (например, сподвижника пророка Мухаммада — Ибн Масуда в Куфе). Со временем все неканонические списки Корана были заменены на список Усмана.

## Сохранившиеся экземпляры
Всего существует 6 списков Корана, выполненных на пергаменте. Одна из предполагаемых рукописей Корана Усмана хранится в стамбульском дворце Топкапы. Самаркандский куфический Коран, на котором сохранилась кровь, предположительно халифа Усмана, хранится в Ташкенте в Медресе Муйи Муборак, входящем в Ансамбль Хазрати Имама.